# Verein für Leibesübungen Bochum 1848 1981-1982
Questa voce raccoglie le informazioni riguardanti il Verein für Leibesübungen Bochum 1848 nelle competizioni ufficiali della stagione 1981-1982.

## Stagione
Nella stagione 1981-1982 il Bochum, allenato da Rolf Schafstall, concluse il campionato di Bundesliga al 10º posto. In Coppa di Germania il Bochum fu eliminato in semifinale dal Bayern Monaco.

## Rosa
| N. |                     | Ruolo | Calciatore      |
| -- | ------------------- | ----- | --------------- |
|    | Germania (bandiera) | P     | Reinhard Mager  |
|    | Germania (bandiera) | P     | Ralf Zumdick    |
|    | Germania (bandiera) | D     | Dieter Bast     |
|    | Germania (bandiera) | D     | Hermann Gerland |
|    | Germania (bandiera) | D     | Michael Jakobs  |
|    | Germania (bandiera) | D     | Heinz Knüwe     |
|    | Germania (bandiera) | D     | Bernd Storck    |
|    | Germania (bandiera) | D     | Lothar Woelk    |
|    | Croazia (bandiera)  | D     | Ivan Žugčić     |
|    | Germania (bandiera) | C     | Ulrich Bittorf  |
|    | Germania (bandiera) | C     | Rolf Blau       |

| N. |                     | Ruolo | Calciatore         |
| -- | ------------------- | ----- | ------------------ |
|    | Germania (bandiera) | C     | Michael Kühn       |
|    | Germania (bandiera) | C     | Ata Lameck         |
|    | Germania (bandiera) | C     | Walter Oswald      |
|    | Germania (bandiera) | C     | Wolfgang Patzke    |
|    | Germania (bandiera) | C     | Klaus Zagorny      |
|    | Germania (bandiera) | C     | Reinhold Zagorny   |
|    | Germania (bandiera) | A     | Hans-Joachim Abel  |
|    | Germania (bandiera) | A     | Frank Eggeling     |
|    | Germania (bandiera) | A     | Dieter Lemke       |
|    | Germania (bandiera) | A     | Christian Schreier |

## Organigramma societario
Area tecnica
- Allenatore: Rolf Schafstall
- Allenatore in seconda:
- Preparatore dei portieri:
- Preparatori atletici:

## Calciomercato

### Sessione estiva
| Acquisti | Acquisti           | Acquisti          | Acquisti |
| R.       | Nome               | da                | Modalità |
| -------- | ------------------ | ----------------- | -------- |
| C        | Ulrich Bittorf     | Herford           |          |
| A        | Frank Eggeling     | Bochum (juniores) |          |
| C        | Wolfgang Patzke    | Wattenscheid 09   |          |
| A        | Christian Schreier | Paderborn         |          |
| D        | Bernd Storck       | Bochum (juniores) |          |
| P        | Ralf Zumdick       | Preußen Münster   |          |

| Cessioni | Cessioni             | Cessioni            | Cessioni |
| R.       | Nome                 | a                   | Modalità |
| -------- | -------------------- | ------------------- | -------- |
| C        | Christian Gross      | San Gallo           |          |
| A        | Kurt Pinkall         | Borussia M'gladbach |          |
| P        | Werner Scholz        | Rot-Weiss Essen     |          |
| D        | Franz-Josef Tenhagen | Borussia Dortmund   |          |

### Sessione invernale
| Acquisti | Acquisti | Acquisti | Acquisti |
| R.       | Nome     | da       | Modalità |
| -------- | -------- | -------- | -------- |

| Cessioni | Cessioni | Cessioni | Cessioni |
| R.       | Nome     | a        | Modalità |
| -------- | -------- | -------- | -------- |

## Risultati

### Bundesliga

#### Girone di andata
| Arbitro: | Linn |

|                      |           |  |
| Patzke 35’ Lemke 84’ | Marcatori |  |

| Arbitro: | Brückner |

|  |           |                               |
|  | Marcatori | 29’ (rig.), 64’ Abel 88’ Bast |

| Arbitro: | Schmidhuber |

|                              |           |            |
| Blau 11’ Oswald 29’ Abel 66’ | Marcatori | 43’ Allofs |

| Arbitro: | Galler |

|                             |           |  |
| Hahn 62’ Mattern 88’ (rig.) | Marcatori |  |

| Arbitro: | Niebergall |

|                            |           |                       |
| Bittorf 9’, 86’ Patzke 45’ | Marcatori | 16’ Pezzey 90’ Anthes |

| Arbitro: | Correll |

|                                    |           |              |
| Kostedde 8’ Reinders 12’ Meier 72’ | Marcatori | 80’ Schreier |

| Arbitro: | Föckler |

|                            |           |              |
| Lameck 40’ Abel 71’ (rig.) | Marcatori | 19’ Hrubesch |

| Arbitro: | Eschweiler |

|                      |           |                 |
| Weikl 50’ Allofs 66’ | Marcatori | 40’ (rig.) Abel |

| Arbitro: | Assenmacher |

|                     |           |                          |
| Patzke 7’ Woelk 42’ | Marcatori | 47’ Saborowski 60’ Kempe |

| Arbitro: | Hontheim |

|                     |           |                       |
| Groß 33’ Boysen 53’ | Marcatori | 70’ Schreier 80’ Abel |

| Arbitro: | Horstmann |

|                                         |           |                             |
| Oswald 14’ Schreier 47’ Abel 57’ (rig.) | Marcatori | 45’ Beck 51’ Müller 61’ Six |

| Arbitro: | Messmer |

|                          |           |              |
| Lux 38’ Grobe 41’ (rig.) | Marcatori | 35’ Schreier |

| Arbitro: | Brückner |

|              |           |            |
| Schreier 76’ | Marcatori | 5’ Pinkall |

| Arbitro: | Roth |

|                                 |           |                                  |
| Funkel 2’ Hofeditz 6’ Neues 43’ | Marcatori | 19’ Schreier 33’ Patzke 83’ Abel |

| Arbitro: | Hennig |

|                     |           |  |
| Geils 7’ Dronia 90’ | Marcatori |  |

| Bochum 12 dicembre 1981, ore 15:30 CET 16ª giornata | Bochum | 0 – 0 referto | Borussia Dortmund | Ruhrstadion (30 000 spett.)\| Arbitro: \| Pauly \| |
| Arbitro:                                            | Pauly  |               |                   |                                                    |

| Arbitro: | Kasperowski |

|              |           |  |
| Horsmann 76’ | Marcatori |  |

#### Girone di ritorno
| Arbitro: | Tritschler |

|                              |           |          |
| Weyerich 27’ Heidenreich 51’ | Marcatori | 43’ Blau |

| Arbitro: | Ahlenfelder |

|                                        |           |             |
| Patzke 23’ Abel 32’ (rig.) Bittorf 65’ | Marcatori | 57’ Hermann |

| Arbitro: | Gabor |

|                |           |  |
| Littbarski 75’ | Marcatori |  |

| Arbitro: | Horeis |

|            |           |  |
| Patzke 16’ | Marcatori |  |

| Arbitro: | Luca |

|  |           |              |
|  | Marcatori | 31’ Schreier |

| Arbitro: | Correll |

|  |           |                           |
|  | Marcatori | 75’ Kostedde 87’ Reinders |

| Arbitro: | Brehm |

|                                 |           |                         |
| von Heesen 23’ Kaltz 67’ (rig.) | Marcatori | 81’ Oswald 85’ Schreier |

| Arbitro: | Walz |

|                                    |           |  |
| Patzke 45’ Oswald 47’ Schreier 69’ | Marcatori |  |

| Arbitro: | Schmidhuber |

|                |           |  |
| Saborowski 22’ | Marcatori |  |

| Arbitro: | Huster |

|                                    |           |            |
| Abel 30’ Knüwe 42’ Bast 90’ (rig.) | Marcatori | 43’ Becker |

| Arbitro: | Ermer |

|                                |           |  |
| Müller 34’ (rig.) Six 49’, 60’ | Marcatori |  |

| Arbitro: | Correll |

|                       |           |  |
| Jakobs 20’ Patzke 54’ | Marcatori |  |

| Arbitro: | Eschweiler |

|                                             |           |                |
| Pinkall 29’, 69’ Rahn 37’ Hannes 43’ (rig.) | Marcatori | 13’, 67’ Knüwe |

| Arbitro: | Klauser |

|                   |           |                           |
| Patzke 15’ (rig.) | Marcatori | 65’ Brehme 68’ Eilenfeldt |

| Arbitro: | Wahmann |

|                   |           |                |
| Lameck 32’ (rig.) | Marcatori | 90’ Pagelsdorf |

| Arbitro: | Hennig |

|                                     |           |                       |
| Rüssmann 63’ Eggeling 69’ Klotz 85’ | Marcatori | 8’ Bittorf 39’ Patzke |

| Arbitro: | Hontheim |

|                      |           |                |
| Patzke 33’, 68’, 77’ | Marcatori | 44’ Winklhofer |

### Coppa di Germania
| Arbitro: | Kautschor |

|                                |           |                                     |
| Oswald 9’ Abel 24’ (rig.), 40’ | Marcatori | 42’ (rig.), 59’ (rig.) Erkenbrecher |

| Arbitro: | Wuttke |

|                                  |           |         |
| Lemke 13’ Oswald 42’ Zagorny 82’ | Marcatori | 3’ Rahn |

| Arbitro: | Horeis |

|                  |           |                       |
| Woelk 53’ (aut.) | Marcatori | 73’ Schreier 82’ Blau |

| Arbitro: | Huster |

|            |           |             |
| Walter 36’ | Marcatori | 80’ Zagorny |

| Arbitro: | Umbach |

|                                             |           |                 |
| Schlindwein 2’ (aut.) Abel 83’ Schreier 88’ | Marcatori | 30’ Schlindwein |

| Arbitro: | Retzmann |

|                                |           |            |
| Oswald 37’, 110’ Schreier 118’ | Marcatori | 54’ Szupak |

| Arbitro: | Redelfs |

|            |           |                                    |
| Patzke 70’ | Marcatori | 17’ Rummenigge 74’ (rig.) Breitner |

## Statistiche

### Statistiche di squadra
| Competizione      | Punti | In casa | In casa | In casa | In casa | In casa | In casa | In trasferta | In trasferta | In trasferta | In trasferta | In trasferta | In trasferta | Totale | Totale | Totale | Totale | Totale | Totale | DR |
| Competizione      | Punti | G       | V       | N       | P       | Gf      | Gs      | G            | V            | N            | P            | Gf           | Gs           | G      | V      | N      | P      | Gf     | Gs     | DR |
| ----------------- | ----- | ------- | ------- | ------- | ------- | ------- | ------- | ------------ | ------------ | ------------ | ------------ | ------------ | ------------ | ------ | ------ | ------ | ------ | ------ | ------ | -- |
| Bundesliga        | 32    | 17      | 10      | 5       | 2       | 33      | 18      | 17           | 2            | 3            | 12           | 19           | 33           | 34     | 12     | 8      | 14     | 52     | 51     | +1 |
| Coppa di Germania | -     | 5       | 4       | 0       | 1       | 13      | 7       | 2            | 1            | 1            | 0            | 3            | 2            | 7      | 5      | 1      | 1      | 16     | 9      | +7 |
| Totale            | 32    | 22      | 14      | 5       | 3       | 46      | 25      | 19           | 3            | 4            | 12           | 22           | 35           | 41     | 17     | 9      | 15     | 68     | 60     | +8 |

### Andamento in campionato
| Giornata  | 1 | 2 | 3 | 4 | 5 | 6 | 7 | 8 | 9 | 10 | 11 | 12 | 13 | 14 | 15 | 16 | 17 | 18 | 19 | 20 | 21 | 22 | 23 | 24 | 25 | 26 | 27 | 28 | 29 | 30 | 31 | 32 | 33 | 34 |
| --------- | - | - | - | - | - | - | - | - | - | -- | -- | -- | -- | -- | -- | -- | -- | -- | -- | -- | -- | -- | -- | -- | -- | -- | -- | -- | -- | -- | -- | -- | -- | -- |
| Luogo     | C | T | C | T | C | T | C | T | C | T  | C  | T  | C  | T  | T  | C  | T  | T  | C  | T  | C  | T  | C  | T  | C  | T  | C  | T  | C  | T  | C  | C  | T  | C  |
| Risultato | V | V | V | P | V | P | V | P | N | N  | N  | P  | N  | N  | P  | N  | P  | P  | V  | P  | V  | V  | P  | N  | V  | P  | V  | P  | V  | P  | P  | N  | P  | V  |
| Posizione | 4 | 2 | 2 | 3 | 3 | 3 | 3 | 4 | 6 | 6  | 6  | 8  | 8  | 7  | 10 | 8  | 10 | 11 | 10 | 11 | 10 | 10 | 10 | 11 | 10 | 11 | 10 | 11 | 11 | 11 | 11 | 11 | 11 | 10 |

Legenda:

Luogo: C = Casa; T = Trasferta. Risultato: V = Vittoria; N = Pareggio; P = Sconfitta.

### Statistiche dei giocatori
| Giocatore   | Bundesliga | Bundesliga | Bundesliga  | Bundesliga | Coppa di Germania | Coppa di Germania | Coppa di Germania | Coppa di Germania | Totale   | Totale | Totale      | Totale     |
| Giocatore   | Presenze   | Reti       | Ammonizioni | Espulsioni | Presenze          | Reti              | Ammonizioni       | Espulsioni        | Presenze | Reti   | Ammonizioni | Espulsioni |
| ----------- | ---------- | ---------- | ----------- | ---------- | ----------------- | ----------------- | ----------------- | ----------------- | -------- | ------ | ----------- | ---------- |
| H. Abel     | 29         | 10         | 2           | 0          | 6                 | 3                 | 2                 | 0                 | 35       | 13     | 4           | 0          |
| D. Bast     | 34         | 2          | 1           | 0          | 7                 | 0                 | 0                 | 0                 | 41       | 2      | 1           | 0          |
| U. Bittorf  | 25         | 4          | 3           | 0          | 6                 | 0                 | 1                 | 0                 | 31       | 4      | 4           | 0          |
| R. Blau     | 34         | 2          | 3           | 0          | 7                 | 1                 | 1                 | 0                 | 41       | 3      | 4           | 0          |
| F. Eggeling | 5          | 0          | 0           | 0          | 1                 | 0                 | 0                 | 0                 | 6        | 0      | 0           | 0          |
| H. Gerland  | 7          | 0          | 1           | 0          | 1                 | 0                 | 1                 | 0                 | 8        | 0      | 2           | 0          |
| C. Gross    | 3          | 0          | 0           | 0          | 0                 | 0                 | 0                 | 0                 | 3        | 0      | 0           | 0          |
| M. Jakobs   | 29         | 1          | 2           | 0          | 6                 | 0                 | 1                 | 0                 | 35       | 1      | 3           | 0          |
| H. Knüwe    | 28         | 3          | 3           | 0          | 3                 | 0                 | 0                 | 0                 | 31       | 3      | 3           | 0          |
| M. Kühn     | 8          | 0          | 0           | 0          | 1                 | 0                 | 1                 | 0                 | 9        | 0      | 1           | 0          |
| A. Lameck   | 32         | 2          | 0           | 0          | 7                 | 0                 | 0                 | 0                 | 39       | 2      | 0           | 0          |
| D. Lemke    | 18         | 1          | 2           | 0          | 4                 | 1                 | 2                 | 0                 | 22       | 2      | 4           | 0          |
| R. Mager    | 17         | 0          | 0           | 0          | 4                 | 0                 | 0                 | 0                 | 21       | 0      | 0           | 0          |
| W. Oswald   | 30         | 4          | 3           | 0          | 7                 | 4                 | 0                 | 0                 | 37       | 8      | 3           | 0          |
| W. Patzke   | 28         | 13         | 6           | 0          | 6                 | 1                 | 0                 | 0                 | 34       | 14     | 6           | 0          |
| C. Schreier | 32         | 9          | 3           | 0          | 6                 | 3                 | 0                 | 0                 | 38       | 12     | 3           | 0          |
| B. Storck   | 3          | 0          | 0           | 0          | 0                 | 0                 | 0                 | 0                 | 3        | 0      | 0           | 0          |
| L. Woelk    | 31         | 1          | 9           | 0          | 7                 | 0                 | 1                 | 0                 | 38       | 1      | 10          | 0          |
| K. Zagorny  | 0          | 0          | 0           | 0          | 1                 | 1                 | 0                 | 0                 | 1        | 1      | 0           | 0          |
| R. Zagorny  | 12         | 0          | 0           | 0          | 4                 | 1                 | 1                 | 0                 | 16       | 1      | 1           | 0          |
| R. Zumdick  | 18         | 0          | 0           | 0          | 4                 | 0                 | 0                 | 0                 | 22       | 0      | 0           | 0          |
| I. Žugčić   | 7          | 0          | 0           | 0          | 1                 | 0                 | 0                 | 0                 | 8        | 0      | 0           | 0          |